# تنداري
دندارة أو تِنداري هي بلدة صغيرة كُمونة باتي.